# Курганьков
Курганьков —поселок в Новоузенском районе Саратовской области в составе сельского поселения Олоновское муниципальное образование. 

## География
Находится на расстоянии примерно 19 километров по прямой на север от районного центра города Новоузенск.

## История
Официальная дата основания 1930 год.

## Население
Постоянное население составило 28 человек (79% казахи) в 2002 году, 6 в 2010.